# 半
半（はん）
- 二分の一を表す語。ある物の半分。本項で詳述する。
- 不完全であることを表す接頭辞。
- 奇数。なお、偶数を表す対義語は丁。
- 日本の太閤検地以前の面積の単位。1/2段（反）、180歩（坪）。明治以降の反を元に換算すると約496平方メートル。

半（はん）は、二分の一を表す数詞。ただし、「二分の一」や「0.5」が普通の数詞と同様に使われるのに対し、「半」は少し用法が異なる。
助数詞（単位を表す語を含む、以下同じ）を後に付け「半年」、「半世紀」などとできるのは、一部の助数詞に対してのみである。たとえば、「半メートル」とは言わない。「半尺」は間違っていないが、やや古風な用法である。「半時間」など、現代でも普通に使われるものは少ない。
他の数詞と一緒に使われるときには、「1メートル半」のように、助数詞の後に置かれる（この場合、助数詞の種類は問わない）。これは、中国語で、「一个半尺」のように、「半」が量詞の後に置かれるのに由来している。